# Verband Deutscher Reeder
Der Verband Deutscher Reeder (VDR) ist der Bundesspitzenverband der deutschen Seeschifffahrt. Sein Sitz ist in Hamburg.
Der VDR vertritt überbetriebliche Interessen der deutschen Reedereien auf Ebene des Bundes, der Länder und international, insbesondere gegenüber europäischen und internationalen Institutionen. Dies geschieht teilweise direkt, teilweise über internationale Verbände, deren Mitglied der VDR ist, wie etwa der ECSA und der International Chamber of Shipping. Der VDR ist Mitglied im Gemeinschaftsausschuss der Deutschen Gewerblichen Wirtschaft.
Seit dem 2. Dezember 2021 ist Gaby Bornheim VDR-Präsidentin. Seit dem 1. Mai 2022 ist Martin Kröger Hauptgeschäftsführer des VDR.
Im Rahmen der Öffentlichkeitsarbeit rückt der VDR auch an internationalen Aktionstagen der Weltschifffahrtsorganisation wie dem Tag des Seefahrers mit gemeinsamen Aktionen durch die Deutsche Seemannsmission und durch Ver.di die in der Öffentlichkeit allgemein eher „unsichtbare“ multinationale Berufsgruppe der Seeleute als Menschlicher Faktor in der Maritimen Industrie in das öffentliche Bewusstsein und macht zusätzlich auch am Weltschifffahrtstag auf ihre grundlegende Bedeutung zusammen mit den Reedereien für den Welthandel und für unsere Zivilgesellschaft aufmerksam. 

## Geschichte

### Gründung als Zentralverein Deutscher Rheder e. V. (1907)

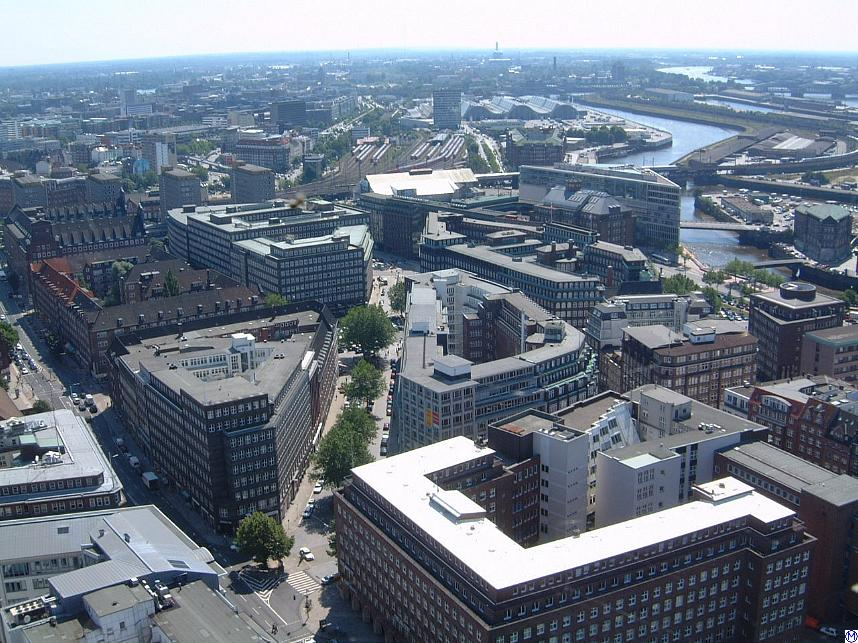
Das Büro des VDR ist seit 2013 im Kontorhausviertel (Burchardstraße)

Der Verband Deutscher Reeder (VDR) wurde am 6. Februar 1907 als Zentralverein Deutscher Rheder e. V. (ZDR) in Berlin gegründet. Er schloss die bis dahin bestehenden regionalen Verbände zusammen. Die regionalen Reederverbände und -vereine hatten bis dahin insbesondere an den Küstenstandorten Hamburg, Bremen, Rostock, Flensburg und Emden Interessen gebündelt.
1909 war der VDR eines der sechs Gründungsmitglied der International Shipping Federation (ISF) (die anderen fünf waren Großbritannien, Schweden, Dänemark, Niederlande und Belgien).
Im Kriegsjahr 1916 wirkte der VDR bei der Gründung des „Kriegsausschusses der Deutschen Reedereien“ mit. Neben der wirtschaftspolitischen Vertretung befasste sich der Ausschuss vor allem mit der Kriegsentschädigung, im Unterschied zur sozialpolitischen Aufgabe des ZDR. Der Kriegsausschuss wurde 1921 zum „Wirtschaftsausschuss“. 1918 schlossen ZDR und Seeleuteverbände den ersten Tarifvertrag.

### 1924 bis 1945
1924 nahm der Verband den Namen „Verband Deutscher Reeder“ an und übernahm die Tätigkeiten des „Wirtschaftsausschusses der Deutschen Reedereien“. 1934 wurde der Verband im Zuge der Zentralisierung der Wirtschaftsstrukturen aufgelöst und in die „Fachgruppe Reeder“ der Reichsverkehrsgruppe Seeschiffahrt (RVGS) überführt.

### 1945 bis 2000
1945 – bald nach dem Zweiten Weltkrieg, Hamburg war Teil der Britischen Besatzungszone – konnte der VDR als privatrechtlicher und demokratisch verfasster eingetragener Verein zur Wahrnehmung wirtschafts- und sozialpolitischer Interessen der deutschen Reedereien wiedergegründet werden. 1950 wurde er Mitglied der Bundesvereinigung der Deutschen Arbeitgeberverbände (BDA). 1951 wurde die Mitgliedschaft im BIMCO (The Baltic and International Maritime Council) erneuert. 1953 folgte die Wiederaufnahme der Mitgliedschaften in die International Chamber of Shipping (ICS) und die International Shipping Federation (ISF).
Als Mitte der 1950er Jahre nach einigen Jahren starken Wirtschaftswachstums deutlich wurde, dass für die stark wachsende deutsche Handelsflotte das Bordpersonal knapp werden würde, wurde 1954 auf Veranlassung des VDR der 'Verein zur Förderung des seemännischen Nachwuchses' gegründet. Der Verein ist bis heute – als Berufsbildungsstelle Seeschifffahrt (BBS) – aktiv. 1975 wurde die Nachwuchswerbung durch die Ausbildungsgemeinschaft der deutschen Seeschifffahrt ergänzt.
1957 feierte der VDR sein 50-jähriges Bestehen. Aus diesem Anlass erschien erstmals die Zeitschrift „Kehrwieder“ (heute heißt sie „Deutsche Seeschifffahrt“). Zur Verstärkung der politischen Lobbyarbeit eröffnete der VDR 1962 ein Büro in der damaligen Bundeshauptstadt Bonn. 2002 zog es nach Berlin. Der VDR war Gründungsmitglied des Europäischen Reederverbandes (früher CAACE – heute ECSA). Im Jahr 1972 kam es zur Bildung der „Tarifgemeinschaft deutscher Reeder“, die seitdem den Heuertarifvertrag verhandelt.
1972 erstellte der VDR eine viel beachtete Studie zum „Schiff der Zukunft“, in der aufgezeigt wurde, wie sich die rasante technische Entwicklung auf das Leben und Arbeiten an Bord auswirken werde.
1995 schlossen sich der VDR und der seit 1896 bestehende Verband Deutscher Küstenschiffseigner zusammen. Seitdem ist der VDR der zentrale Bundesspitzenverband zur Wahrnehmung überbetrieblicher Interessen der deutschen Seeschifffahrt.
1999 führte die damalige Bundesregierung, auch auf Betreiben des VDR, die Tonnagegewinnermittlung ein.

### Seit dem Jahr 2000
Seit dem Jahr 2000 wird die deutsche Schifffahrtspolitik wesentlich von den Nationalen Maritimen Konferenzen geprägt. Diese finden regelmäßig statt. Der VDR beteiligt sich intensiv an den Diskussionen, die vor, während und nach den Treffen zwischen Politik, Sozialpartnern und maritimer Industrie stattfinden.
Die 1. Nationale Maritime Konferenz in Emden markierte den Start der neuen Schifffahrtspolitik. Diese ging bzw. geht davon aus, dass es parteiübergreifende maritime Interessen gibt. Sie wird vom Maritimen Koordinator verantwortlich organisiert, veranstaltet, geleitet und befasst sich vor allem mit Themen aus den Bereichen Seeschifffahrt, Hafenwirtschaft, Klima- und Umweltschutz, Offshore, Schiffbau und Meerestechnik.
Auf der 3. Nationalen Maritimen Konferenz (Lübeck) kam es 2003 zu dem Versprechen der Reeder, bis Ende 2005 mindestens 100 Schiffe wieder zurück unter die deutsche Flagge zu bringen. Dieses Versprechen erfüllten die Reeder vorzeitig. 2006 verpflichteten sich die Reeder auf der 5. Nationalen Maritimen Konferenz (Hamburg), bis Ende 2008 weitere 100 Schiffe unter deutsche Flagge zu bringen, um die Zahl von 500 Schiffen unter deutscher Flagge zu erreichen. Die deutsche Flotte umfasste zu dieser Zeit rund 3500 Schiffe. Auch dieses Versprechen wurde eingelöst.
Mitte 2008 begann eine langanhaltende Schifffahrtskrise; nach der Insolvenz von Lehman Brothers griffen Finanzkrisen in vielen Industrieländern auf die Realwirtschaft über.
Nachdem die Bundesregierung 2011 auf der 7. Nationalen Maritimen Konferenz (Wilhelmshaven) ankündigte wegen wiederholter Nichterfüllung der Selbstverpflichtung des VDR, Schiffe unter ausländischer Flagge wieder unter die deutsche Flagge zu bringen (600 Schiffe registriert im deutschen internationalen Register unter deutscher Flagge) und aus Gründen der Haushaltskonsolidierung die Finanzhilfen für die Lohnnebenkosten zu kürzen kündigte der VDR einseitig das Maritime Bündnis auf. Die Bundesregierung bewertete das Maritime Bündnis als ein Erfolgsmodell und setzte auf dessen Fortführung und bedauerte die einseitige Maßnahme des VDR. Auf der 8. Nationalen Maritimen Konferenz 2013 in Kiel wurde das Maritime Bündnis wiederbelebt und neu aufgestellt.
2015 fanden erstmals Branchenforen statt; Themen waren Offshore-Windindustrie, Schiffbau und Meerestechnik, Häfen und Logistik, Schifffahrt, Klima- und Umweltschutz im Seeverkehr sowie maritime Sicherheit.

Die zehnte Konferenz fand im April 2017, vor der Bundestagswahl 2017, statt.
Eine Gemeinsame Erklärung zur Digitalisierung in der maritimen Wirtschaft wurde unterzeichnet und eine Gemeinsame Initiative für eine maritime Energiewende wurde gestartet.

## Publikationen
Der VDR gibt viermal pro Jahr seine Verbandszeitschrift Deutsche Seeschifffahrt heraus und veröffentlicht Jahresberichte.

## Vorsitzende
- Philip Heineken (1916)
- Marius Böger (1923)
- Siegfried Graf von Roedern (1924–1933)
- John T. Essberger (1933–1945)
- Ernst Godeffroy (1945)
- Heinrich Riensberg (1945–1951)
- Rolf Stödter (1952–1955)
- Heinrich Riensberg (1956)
- Richard Bertram (1957)
- Thomas Entz (1958)
- Hermann Helms (1959)
- Harald H. Schuldt (1960/1961)
- Rolf Stödter (1962–1964)
- Ernst Meier-Hedde (1965/1966)
- Harald H. Schuldt (1967/1968)
- Hans-Heinrich Schulte (1969)
- Rolf Stödter (1970)
- Hermann Christian Helms (1971/1972)
- Karl-Hartmann Necker (1973/1974)
- John Henry de La Trobe (1975–1977)
- Nikolaus W. Schües (1978–1980)
- Hans Jürgen Stöcker (1981/1982)
- John Henry de La Trobe (1983–1988)
- Johan A. Binder (1989/1990)
- Dieter Ulken (1990–1993)
- Peter Th. Hansen (1994–1996)
- Frank Leonhardt (1996–2008)
- Michael Behrendt (2008–2014)
- Alfred Hartmann (2015–2021)
- Gaby Bornheim (seit 2021)